# Sugiharjo (Tuban)
Sugiharjo is een bestuurslaag in het regentschap Tuban van de provincie Oost-Java, Indonesië. Sugiharjo telt 6310 inwoners (volkstelling 2010).